# Lista de regências e cidades da Indonésia
Esta é uma lista das regências e cidades da Indonésia na organização territorial da Indonésia estão situadas abaixo das províncias (são às vezes chamadas de "regiões de segundo nível").
Na Indonésia, regências (em indonésio: kabupaten) e cidades estão no mesmo nível de administração, possuindo seus próprios governos locais e corpos legislativos. As diferenças entre uma regência e uma cidade encontram-se na demografia, extensão e economia. Geralmente, uma regência compreende uma área maior que uma cidade. Uma cidade normalmente possui atividades econômicas não agrícolas.
Uma regência é governada por um regente (bupati), enquanto uma cidade é governada por um prefeito (walikota). Todos os regentes, prefeitos e membros do legislativo são eleitos diretamente para um mandato de cinco anos. Entretanto, na Região Especial da Capital Jacarta, prefeitos e regentes são escolhidos pelo governador. Cada regência ou cidade está dividida em distritos (em indonésio: kecamatan).
A lista abaixo agrupa as regências e cidades da Indonésia por província. Note que cada regência possui uma cidade capital (a sede da regência).
| Nº | Regência          | Capital               |
| -- | ----------------- | --------------------- |
| 1  | Achém Besar       | Jantho                |
| 2  | Achém Jaia        | Calang                |
| 3  | Achém Sinquil     | Singkil               |
| 4  | Achém Tamiangue   | Karang Baru           |
| 5  | Bener Meriá       | Simpang Tiga Redelong |
| 6  | Bireun            | Bireuen               |
| 7  | Achém Central     | Takengon              |
| 8  | Achém Oriental    | Langsa                |
| 9  | Gayo Lues         | Blangkejeren          |
| 10 | Nagan Raya        | Suka Makmue           |
| 11 | Achém do Norte    | Lhokseumawe           |
| 12 | Pidie             | Sigli                 |
| 13 | Pidie Jaya        | Meureudu              |
| 14 | Simeulue          | Sinabang              |
| 15 | Achém do Sul      | Tapaktuan             |
| 16 | Achém do Sudeste  | Kutacane              |
| 17 | Achém do Sudoeste | Blangpidie            |
| 18 | Achém Ocidental   | Meulaboh              |
| Nº | Cidade            | Cidade                |
| 1  | Banda Achém       | –                     |
| 2  | Langsa            | –                     |
| 3  | Lhokseumawe       | –                     |
| 4  | Sabang            | –                     |
| 5  | Subulussalam      | –                     |

| Nº | Regência              | Capital       |
| -- | --------------------- | ------------- |
| 1  | Asahan                | Kisaran       |
| 2  | Batubara              | Limapuluh     |
| 3  | Tapanuli Central      | Pandan        |
| 4  | Dairi                 | Sidikalang    |
| 5  | Deli Serdang          | Lubuk Pakam   |
| 6  | Humbang Hasundutan    | Dolok Sanggul |
| 7  | Karo                  | Kabanjahe     |
| 8  | Labuhan Batu          | Rantau Prapat |
| 9  | Langkat               | Stabat        |
| 10 | Mandailing Natal      | Panyabungan   |
| 11 | Nias                  | Gunungsitoli  |
| 12 | Labuhan Batu do Norte | Aek Kanopan   |
| 13 | Nias no Norte         | Lotu          |
| 14 | Padang Lawas do Norte | Gunung Tua    |
| 15 | Tapanuli do Norte     | Tarutung      |
| 16 | Padang Lawas          | Sibuhuan      |
| 17 | Pakpak Bharat         | Salak         |
| 18 | Samosir               | Panguruan     |
| 19 | Serdang Bedagai       | Sei Rampah    |
| 20 | Simalungun            | Raya          |
| 21 | Labuhan Batu do Sul   | Kota Pinang   |
| 22 | Nias do Sul           | Teluk Dalam   |
| 23 | Tapanuli do SUl       | Sipirok       |
| 24 | Toba Samosir          | Balige        |
| 25 | Nias Ocidental        | Lahomi        |
| Nº | Cidade                | Cidade        |
| 1  | Binjai                | –             |
| 2  | Gunungsitoli          | –             |
| 3  | Medã                  | –             |
| 4  | Padang Sidempuan      | –             |
| 5  | Pematangsiantar       | –             |
| 6  | Sibolga               | –             |
| 7  | Tanjung Balai         | –             |
| 8  | Tebing Tinggi         | –             |

| Nº | Regência             | Capital         |
| -- | -------------------- | --------------- |
| 1  | Agam                 | Lubuk Basung    |
| 2  | Dharmasraya          | Pulau Punjung   |
| 3  | Lima Puluh Kota      | Payakumbuh      |
| 4  | Mentawai Islands     | Tua Pejat       |
| 5  | Padang Pariaman      | Pariaman        |
| 6  | Pasaman              | Lubuk Sikaping  |
| 7  | Sawahlunto Sijunjung | Muaro Sijunjung |
| 8  | Solok                | Solok           |
| 9  | South Pesisir        | Painan          |
| 10 | South Solok          | Padang Aro      |
| 11 | Tanah Datar          | Batusangkar     |
| 12 | West Pasaman         | Simpang Empat   |
| Nº | Cidade               | Cidade          |
| 1  | Bukittinggi          | –               |
| 2  | Padangue             | –               |
| 3  | Padang Panjang       | –               |
| 4  | Pariaman             | –               |
| 5  | Payakumbuh           | –               |
| 6  | Sawahlunto           | –               |
| 7  | Solok                | –               |

| Nº | Regência             | Capital       |
| -- | -------------------- | ------------- |
| 1  | Batang Hari          | Muara Bulian  |
| 2  | Bungo                | Bungo         |
| 3  | Kerinci              | Sungai Penuh  |
| 4  | Merangin             | Bangko        |
| 5  | Muaro Jambi          | Sengeti       |
| 6  | Sarolangun           | Sarolangun    |
| 7  | Tanjung Jabung Timur | Kuala Tungkal |
| 8  | Tanjung Jabung Barat | Muara Sabak   |
| 9  | Tebo                 | Tebo          |
| Nº | Cidade               | Cidade        |
| 1  | Jambi                | –             |
| 2  | Sungai Penuh         | –             |

| Nº | Regência         | Capital           |
| -- | ---------------- | ----------------- |
| 1  | Bengkalis        | Bengkalis         |
| 2  | Indragiri Hilir  | Tembilahan        |
| 3  | Indragiri Hulu   | Rengat            |
| 4  | Kampar           | Bangkinang        |
| 5  | Kuantan Singingi | Teluk Kuantan     |
| 6  | Ilhas Meranti    | Selat Panjang     |
| 7  | Pelalawan        | Pangkalan Kerinci |
| 8  | Rokan Hulu       | Pasir Pangaraian  |
| 9  | Rokan Hilir      | Bagansiapiapi     |
| 10 | Siak             | Siak Sriindrapura |
| Nº | Cidade           | Cidade            |
| 1  | Dumai            | –                 |
| 2  | Pekanbaru        | –                 |

| Nº | Regência         | Capital       |
| -- | ---------------- | ------------- |
| 1  | Benculu Central  | Karang Tinggi |
| 2  | Kaur             | Bintuhan      |
| 3  | Kepahiang        | Kepahiang     |
| 4  | Lebong           | Muara Aman    |
| 5  | Muko-Muko        | Muko-Muko     |
| 6  | Benculu do Norte | Argamakmur    |
| 7  | Rejang Lebong    | Curup         |
| 8  | Seluma           | Tais          |
| 9  | Benculu do Sul   | Manna         |
| Nº | Cidade           | Cidade        |
| 1  | Benculu          | –             |

| Nº | Regência                   | Capital           |
| -- | -------------------------- | ----------------- |
| 1  | Banyuasin                  | Pangkalan Balai   |
| 2  | Ogan Komering Ulu Oriental | Martapura         |
| 3  | Empat Lawang               | Tebing Tinggi     |
| 4  | Lahat                      | Lahat             |
| 5  | Muara Enim                 | Muara Enim        |
| 6  | Musi Banyuasin             | Sekayu            |
| 7  | Musi Rawas                 | Muara Beliti Baru |
| 8  | Ogan Ilir                  | Indralaya         |
| 9  | Ogan Komering Ilir         | Kayuagung         |
| 10 | Ogan Komering Ulu          | Baturaja          |
| 11 | South Ogan Komering Ulu    | Muaradua          |
| Nº | Cidade                     | Cidade            |
| 1  | Lubuklinggau               | –                 |
| 2  | Pagar Alam                 | –                 |
| 3  | Palimbão                   | –                 |
| 4  | Prabumulih                 | –                 |

| Nº | Regência                | Capital               |
| -- | ----------------------- | --------------------- |
| 1  | Lampungue Central       | Gunung Sugih          |
| 2  | Lampungue Oriental      | Sukadana              |
| 3  | Mesuji                  | Mesuji                |
| 4  | Lampungue do Norte      | Kotabumi              |
| 5  | Pesawaran               | Gedong Tataan         |
| 6  | Pringsewu               | Pringsewu             |
| 7  | Lampungue do Sul        | Kalianda              |
| 8  | Tanggamus               | Kota Agung            |
| 9  | Tulang Bawang           | Menggala              |
| 10 | Way Kanan               | Blambangan Umpu       |
| 11 | Lampungue Ocidental     | Liwa                  |
| 12 | Tulang Bawang Ocidental | Tulang Bawang Central |
| Nº | Cidade                  | Cidade                |
| 1  | Bandar Lampungue        | –                     |
| 2  | Metro                   | –                     |

| Nº | Regência          | Capital        |
| -- | ----------------- | -------------- |
| 1  | Bangka            | Sungai Liat    |
| 2  | Belitung          | Tanjung Pandan |
| 3  | Bangka Central    | Toboali        |
| 4  | Belitung Oriental | Manggar        |
| 5  | Bangka do Sul     | Koba           |
| 6  | Bangka Ocidental  | Mentok         |
| Nº | Cidade            | Cidade         |
| 1  | Pancalpinão       | –              |

| Nº | Regência        | Capital               |
| -- | --------------- | --------------------- |
| 1  | Anambas Islands | Tarempa               |
| 2  | Bintan          | Bandar Seri Bentan    |
| 3  | Karimun         | Tanjung Balai Karimun |
| 4  | Lingga          | Daik                  |
| 5  | Natuna          | Ranai                 |
| Nº | Cidade          | Cidade                |
| 1  | Batam           | –                     |
| 2  | Tanjung Pinang  | –                     |

| Nº | Regência          | Capital        |
| -- | ----------------- | -------------- |
| 1  | Mil Ilhas         | Ilha Pramuka   |
| Nº | Cidade            | Cidade         |
| 1  | Jacarta Central   | Menteng        |
| 2  | Jacarta Oriental  | Jatinegara     |
| 3  | Jacarta do Norte  | Koja           |
| 4  | Jacarta do Sul    | Kebayoran Baru |
| 5  | Jacarta Ocidental | Tomang         |

| Nº | Regência        | Capital       |
| -- | --------------- | ------------- |
| 1  | Lebak           | Rangkasbitung |
| 2  | Pandeglang      | Pandeglang    |
| 3  | Serang          | Ciruas        |
| 4  | Tangarão        | Tigaraksa     |
| Nº | Cidade          | Cidade        |
| 1  | Cilegon         | –             |
| 2  | Serang          | –             |
| 3  | Tangarão        | –             |
| 4  | Tangarão do Sul | –             |

| Nº | Regência        | Capital        |
| -- | --------------- | -------------- |
| 1  | Bandungue       | Soreang        |
| 2  | Bekasi          | Cikarang       |
| 3  | Bogor           | Cibinong       |
| 4  | Ciamis          | Ciamis         |
| 5  | Cianjur         | Cianjur        |
| 6  | Cirebon         | Sumber         |
| 7  | Garut           | Garut          |
| 8  | Indramayu       | Indramayu      |
| 9  | Karawang        | Karawang       |
| 10 | Kuningan        | Kuningan       |
| 11 | Majalengka      | Majalengka     |
| 12 | Purwakarta      | Purwakarta     |
| 13 | Subang          | Subang         |
| 14 | Sukabumi        | Pelabuhan Ratu |
| 15 | Sumedang        | Sumedang       |
| 16 | Tasikmalaya     | Singaparna     |
| 17 | Bandungue Oeste | Ngamprah       |
| Nº | Cidade          | Cidade         |
| 1  | Bandungue       | –              |
| 2  | Banjar          | –              |
| 3  | Bekasi          | –              |
| 4  | Bogor           | –              |
| 5  | Cimahi          | –              |
| 6  | Cirebon         | –              |
| 7  | Depok           | –              |
| 8  | Sukabumi        | –              |
| 9  | Tasikmalaya     | –              |

| Nº | Regência     | Capital      |
| -- | ------------ | ------------ |
| 1  | Banjarnegara | Banjarnegara |
| 2  | Banyumas     | Purwokerto   |
| 3  | Batang       | Batang       |
| 4  | Blora        | Blora        |
| 5  | Boyolali     | Boyolali     |
| 6  | Brebes       | Brebes       |
| 7  | Cilacap      | Cilacap      |
| 8  | Demak        | Demak        |
| 9  | Grobogan     | Purwodadi    |
| 10 | Jepara       | Jepara       |
| 11 | Karanganyar  | Karanganyar  |
| 12 | Kebumen      | Kebumen      |
| 13 | Kendal       | Kendal       |
| 14 | Klaten       | Klaten       |
| 15 | Kudus        | Kudus        |
| 16 | Magelang     | Mungkid      |
| 17 | Pati         | Pati         |
| 18 | Pekalongan   | Kajen        |
| 19 | Pemalang     | Pemalang     |
| 20 | Purbalingga  | Purbalingga  |
| 21 | Purworejo    | Purworejo    |
| 22 | Rembang      | Rembang      |
| 23 | Samarão      | Ungaran      |
| 24 | Sragen       | Sragen       |
| 25 | Sukoharjo    | Sukoharjo    |
| 26 | Tegal        | Slawi        |
| 27 | Temanggung   | Temanggung   |
| 28 | Wonogiri     | Wonogiri     |
| 29 | Wonosobo     | Wonosobo     |
| Nº | Cidade       | Cidade       |
| 1  | Magelang     | –            |
| 2  | Suracarta    | –            |
| 3  | Salatiga     | –            |
| 4  | Samarão      | –            |
| 5  | Pekalongan   | –            |
| 6  | Tegal        | –            |

| Nº | Regência    | Capital     |
| -- | ----------- | ----------- |
| 1  | Bangkalan   | Bangkalan   |
| 2  | Banyuwangi  | Banyuwangi  |
| 3  | Blitar      | Wlingi      |
| 4  | Bojonegoro  | Bojonegoro  |
| 5  | Bondowoso   | Bondowoso   |
| 6  | Gresik      | Gresik      |
| 7  | Jember      | Jember      |
| 8  | Jombang     | Jombang     |
| 9  | Kediri      | Pare        |
| 10 | Lamongan    | Lamongan    |
| 11 | Lumajang    | Lumajang    |
| 12 | Madium      | Madiun      |
| 13 | Magetan     | Magetan     |
| 14 | Malangue    | Kepanjen    |
| 15 | Mojokerto   | Mojokerto   |
| 16 | Nganjuk     | Nganjuk     |
| 17 | Ngawi       | Ngawi       |
| 18 | Pacitan     | Pacitan     |
| 19 | Pamekasan   | Pamekasan   |
| 20 | Pasuruan    | Pasuruan    |
| 21 | Ponogoro    | Ponorogo    |
| 22 | Probolinggo | Probolinggo |
| 23 | Sampang     | Sampang     |
| 24 | Sidoarjo    | Sidoarjo    |
| 25 | Situbondo   | Situbondo   |
| 26 | Sumenep     | Sumenep     |
| 27 | Trenggalek  | Trenggalek  |
| 28 | Tuban       | Tuban       |
| 29 | Tulungagung | Tulungagung |
| Nº | Cidade      | Cidade      |
| 1  | Batu        | –           |
| 2  | Blitar      | –           |
| 3  | Kediri      | –           |
| 4  | Madiun      | –           |
| 5  | Malangue    | –           |
| 6  | Mojokerto   | –           |
| 7  | Pasuruan    | –           |
| 8  | Probolinggo | –           |
| 9  | Surabaia    | –           |

| Nº | Regência     | Capital  |
| -- | ------------ | -------- |
| 1  | Bantul       | Bantul   |
| 2  | Gunung Kidul | Wonosari |
| 3  | Kulon Progo  | Wates    |
| 4  | Sleman       | Sleman   |
| Nº | Cidade       | Cidade   |
| 1  | Joguejacarta | –        |

| Nº                                                | Regência   | Capital          |
| ------------------------------------------------- | ---------- | ---------------- |
| 1                                                 | Badungue   | Mengwi Mangupura |
| 2                                                 | Bangli     | Bangli           |
| 3                                                 | Buleleng   | Singaraja        |
| 4                                                 | Gianyar    | Gianyar          |
| 5                                                 | Jembrana   | Negara           |
| 6                                                 | Karangasem | Amlapura         |
| 7                                                 | Klungkung  | Semarapura       |
| 8                                                 | Tabanan    | Tabanan          |
| Nº                                                | Cidade     | Cidade           |
| 1                                                 | Dempassar  | Dempassar        |
| Ver também : Lista de regências e cidades de Bali |            |                  |

| Nº | Regência          | Capital       |
| -- | ----------------- | ------------- |
| 1  | Bima              | Woha          |
| 2  | Lombok Central    | Praya         |
| 3  | Dompu             | Dompu         |
| 4  | Lombok Oriental   | Selong        |
| 5  | Lombok do Norte   | Tanjung       |
| 6  | Sumbawa           | Sumbawa Besar |
| 7  | Lombok Ocidental  | Gerung        |
| 8  | Sumbawa Ocidental | Taliwang      |
| Nº | Cidade            | Cidade        |
| 1  | Matarão           | –             |
| 2  | Bima              | –             |

| Nº | Regência            | Capital     |
| -- | ------------------- | ----------- |
| 1  | Alor                | Kalabahi    |
| 2  | Belu                | Atambua     |
| 3  | Sumba Central       | Waibakul    |
| 4  | Flores Oriental     | Larantuca   |
| 5  | Manggarai Oriental  | Borong      |
| 6  | Sumba Oriental      | Waingapu    |
| 7  | Ende                | Ende        |
| 8  | Cupão               | Oelamasi    |
| 9  | Lembata             | Lewoleba    |
| 10 | Manggarai           | Ruteng      |
| 11 | Nagekeo             | Mbay        |
| 12 | Ngada               | Najawa      |
| 13 | Timor Norte Central | Kefamenanu  |
| 14 | Rote Ndao           | Baa         |
| 15 | Sabu Raijua         | Menia       |
| 16 | Sica                | Maumere     |
| 17 | Timor Sul Central   | Soe         |
| 18 | Sumba do Sudoeste   | Tambolaka   |
| 19 | Manggarai Ocidental | Labuan Bajo |
| 20 | Sumba Ocidental     | Waikabubak  |
| Nº | Cidade              | Cidade      |
| 1  | Cupão               | –           |

| Nº | Regência     | Capital     |
| -- | ------------ | ----------- |
| 1  | Bengkayang   | Bengkayang  |
| 2  | Kapuas Hulu  | Putussibau  |
| 3  | North Kayong | Sukadana    |
| 4  | Ketapang     | Ketapang    |
| 5  | Kubu Raya    | Sungai Raya |
| 6  | Landak       | Ngabang     |
| 7  | Melawi       | Nanga Pinoh |
| 8  | Mempawah     | Mempawah    |
| 9  | Sambas       | Sambas      |
| 10 | Sanggau      | Sanggau     |
| 11 | Sekadau      | Sekadau     |
| 12 | Sintang      | Sintang     |
| Nº | Cidade       | Cidade      |
| 1  | Pontianak    | –           |
| 2  | Singkawang   | –           |

| Nº | Regência            | Capital   |
| -- | ------------------- | --------- |
| 1  | Balangan            | Paringin  |
| 2  | Banjar              | Martapura |
| 3  | Barito Kuala        | Marabahan |
| 4  | Central Hulu Sungai | Barabai   |
| 5  | Kotabaru            | Kotabaru  |
| 6  | North Hulu Sungai   | Amuntai   |
| 7  | South Hulu Sungai   | Kandangan |
| 8  | Tabalong            | Batulicin |
| 9  | Tanah Laut          | Tanjung   |
| 10 | Tanah Bumbu         | Pelaihari |
| 11 | Tapin               | Rantau    |
| Nº | Cidade              | Cidade    |
| 1  | Banjarbaru          | –         |
| 2  | Banjarmasin         | –         |

| Nº | Regência               | Capital        |
| -- | ---------------------- | -------------- |
| 1  | Barito Oriental        | Tamiang        |
| 2  | Kotawaringin Oriental  | Sampit         |
| 3  | Gunung Mas             | Kuala Kurun    |
| 4  | Kapuas                 | Kapuas         |
| 5  | Katingan               | Kasongan       |
| 6  | Lamandau               | Nanga Bulik    |
| 7  | Murung Raya            | Puruk Cahu     |
| 8  | North Barito           | Muarateweh     |
| 9  | Pulang Pisang          | Pulang Pisau   |
| 10 | Sukamara               | Sukamara       |
| 11 | Seruyan                | Kuala Pembuang |
| 12 | Barito do Sul          | Buntok         |
| 13 | Kotawaringin Ocidental | Pangkalan Bun  |
| Nº | Cidade                 | Cidade         |
| 1  | Palangkaraya           | –              |

| Nº | Regência            | Capital       |
| -- | ------------------- | ------------- |
| 1  | Berau               | Tanjung Redeb |
| 2  | Bulungan            | Tanjung Selor |
| 3  | Kutai Oriental      | Sangatta      |
| 4  | Kutai Kartanegara   | Tenggarong    |
| 5  | Malinau             | Malinau       |
| 6  | North Penajam Paser | Penajam       |
| 7  | Nunukan             | Nunukan       |
| 8  | Paser               | Tanah Grogot  |
| 9  | Tana Tidung         | Tana Tidung   |
| 10 | Kutai Ocidental     | Sendawar      |
| Nº | Cidade              | Cidade        |
| 1  | Balikpapan          | –             |
| 2  | Bontang             | –             |
| 3  | Samarinda           | –             |
| 4  | Tarakan             | –             |

| Nº | Regência           | Capital  |
| -- | ------------------ | -------- |
| 1  | Boalemo            | Tilamuta |
| 2  | Bone Bolango       | Suwawa   |
| 3  | Gorontalo          | Limboto  |
| 4  | Gorontalo do Norte | Kwandang |
| 5  | Pahuwato           | Marisa   |
| Nº | Cidade             | Cidade   |
| 1  | Gorontalo          | –        |

| Nº | Regência          | Capital       |
| -- | ----------------- | ------------- |
| 1  | Bantaeng          | Bantaeng      |
| 2  | Barru             | Barru         |
| 3  | Bone              | Watampone     |
| 4  | Bulukumba         | Bulukumba     |
| 5  | Luwu Oriental     | Malili        |
| 6  | Enrekang          | Enrekang      |
| 7  | Gowa              | Sungguminasa  |
| 8  | Jeneponto         | Jeneponto     |
| 9  | Luwu              | Palopo        |
| 10 | Luwu do Norte     | Masamba       |
| 11 | Maros             | Maros         |
| 12 | Ilhas Pangkajene  | Pangkajene    |
| 13 | Pinrang           | Pinrang       |
| 14 | Selayar Islands   | Benteng       |
| 15 | Sinjai            | Sinjai        |
| 16 | Sidenreng Rappang | Sidenreng     |
| 17 | Soppeng           | Watan Soppeng |
| 18 | Takalar           | Takalar       |
| 19 | Tana Toraja       | Makale        |
| 20 | Wajo              | Sengkang      |
| Nº | Cidade            | Cidade        |
| 1  | Macáçar           | –             |
| 2  | Palopo            | –             |
| 3  | Parepare          | –             |

| Nº | Regência        | Capital    |
| -- | --------------- | ---------- |
| 1. | Majene          | Majene     |
| 2. | Mamasa          | Mamasa     |
| 3. | Mamuju          | Mamuju     |
| 4. | Mamuju do Norte | Pasangkayu |
| 5. | Polewali Mandar | Polewali   |

| Nº | Regência        | Capital     |
| -- | --------------- | ----------- |
| 1  | Bombana         | Rumbia      |
| 2  | Buton           | Bau-Bau     |
| 3  | Kolaka          | Kolaka      |
| 4  | Konawe          | Unaaha      |
| 5  | Muna            | Raha        |
| 6  | Buton do Norte  | Burangga    |
| 7  | Kolaka do Norte | Lasusua     |
| 8  | Konawe do Norte | Wanggudu    |
| 9  | Konawe do Sul   | Andolo      |
| 10 | Wakatobi        | Wangi-Wangi |
| Nº | Cidade          | Cidade      |
| 11 | Bau-Bau         | –           |
| 12 | Kendari         | –           |

| Nº | Regência       | Capital       |
| -- | -------------- | ------------- |
| 1  | Banggai        | Luwuk         |
| 2  | Ilhas Bangai   | Salakan       |
| 3  | Buol           | Buol          |
| 4  | Donggala       | Donggala      |
| 5  | Morowali       | Bungku        |
| 6  | Parigi Moutong | Parigi        |
| 7  | Poso           | Poso          |
| 8  | Sigi           | Sigi Biromaru |
| 9  | Tojo Una-Una   | Ampana        |
| 10 | Toli-Toli      | Toli-Toli     |
| Nº | Cidade         | Cidade        |
| 1  | Palu           | –             |

| Nº | Regência                    | Capital     |
| -- | --------------------------- | ----------- |
| 1  | Bolaang Mongondow           | Kotamobagu  |
| 2  | Bolaang Mongondow Ocidental | Tutuyan     |
| 3  | Minahasa                    | Tondano     |
| 4  | Bolaang Mongondow no Norte  | Boroko      |
| 5  | Minahasa do Norte           | Airmadidi   |
| 6  | Ilhas Sangihe               | Tahuna      |
| 7  | Ilhas Sitaro                | Ondong      |
| 8  | Bolaang Mongondow do Sul    | Boolang Uki |
| 9  | Minahasa do Sul             | Amurang     |
| 10 | Minahasa do Sudeste         | Ratahan     |
| 11 | Ilhas Talaud                | Melonguane  |
| Nº | Cidade                      | Cidade      |
| 1  | Bitung                      | –           |
| 2  | Kotamobagu                  | –           |
| 3  | Manado                      | –           |
| 4  | Tomohon                     | –           |

| Nº | Regência                      | Capital  |
| -- | ----------------------------- | -------- |
| 1  | Ilhas Aru                     | Dobo     |
| 2  | Buru                          | Namlea   |
| 3  | Molucas Centrais              | Masohi   |
| 4  | Seram Oriental                | Bula     |
| 5  | Buru do Sul                   | Namrole  |
| 6  | Molucas do Sudeste            | Tual     |
| 7  | Molucas do Sudoeste           | Tiakur   |
| 8  | Seram Ocidental               | Piru     |
| 9  | Molucas do Sudoeste Ocidental | Saumlaki |
| Nº | Cidade                        | Cidade   |
| 1  | Ambon                         | –        |
| 2  | Tual                          | –        |

| Nº | Regência            | Capital        |
| -- | ------------------- | -------------- |
| 1  | Halmahera Central   | Weda           |
| 2  | Halmahera Oriental  | Maba           |
| 3  | Morotai             | Morotai do Sul |
| 4  | Halmahera do Norte  | Tobelo         |
| 5  | Halmahera do Sul    | Labuha         |
| 6  | Ilhas Sula          | Sanana         |
| 7  | Halmahera Ocidental | Jailolo        |
| Nº | Cidade              | Cidade         |
| 1  | Ternate             | –              |
| 2  | Tidore Islands      | –              |

| Nº | Regência      | Capital    |
| -- | ------------- | ---------- |
| 1  | Fak-Fak       | Fak-Fak    |
| 2  | Kaimana       | Kaimana    |
| 3  | Manokwari     | Manokwari  |
| 4  | Maybrat       | Kumurkek   |
| 5  | Raja Ampat    | Waisai     |
| 6  | Sorong        | Aimas      |
| 7  | South Sorong  | Teminabuan |
| 8  | Tambrauw      | Fef        |
| 9  | Teluk Bintuni | Bintuni    |
| 10 | Teluk Wondama | Rasiei     |
| Nº | Cidade        | Cidade     |
| 1  | Sorong        | –          |

| Nº | Regência          | Capital     |
| -- | ----------------- | ----------- |
| 1  | Asmat             | Agats       |
| 2  | Biak Numfor       | Biak        |
| 3  | Boven Digoel      | Tanahmerah  |
| 4  | Mamberamo Central | Kobakma     |
| 5  | Deiyai            | Tigi        |
| 6  | Dogiyai           | Kigamani    |
| 7  | Intan Jaya        | Sugapa      |
| 8  | Jayapura          | Sentani     |
| 9  | Jayawijaya        | Wamena      |
| 10 | Keerom            | Waris       |
| 11 | Lanny Jaya        | Tiom        |
| 12 | Mamberamo Jaya    | Burmeso     |
| 13 | Mappi             | Kepi        |
| 14 | Merauke           | Merauke     |
| 15 | Mimika            | Timika      |
| 16 | Nabire            | Nabire      |
| 17 | Nduga             | Kenyam      |
| 18 | Paniai            | Enarotali   |
| 19 | Montanhas Bintang | Oksibil     |
| 20 | Puncak            | Ilaga       |
| 21 | Puncak Jaya       | Kota Mulia  |
| 22 | Sarmi             | Sarmi       |
| 23 | Supiori           | Sorendiweri |
| 24 | Tolikara          | Karubaga    |
| 25 | Waropen           | Botawa      |
| 26 | Yahukimo          | Sumohai     |
| 27 | Yalimo            | Elelim      |
| 28 | Ilhas Yapen       | Serui       |
| Nº | Cidade            | Cidade      |
| 1  | Jaiapura          | –           |